# Tobameer
Het Tobameer (Maleis: Danau Toba) is een groot kratermeer in de provincie Noord-Sumatra op Sumatra, in Indonesië. Het is ontstaan als caldera van een reusachtige uitbarsting van de supervulkaan Toba zo'n 70-75.000 jaar geleden.

## Ligging
Het meer is ongeveer 100 km lang en 31 km breed, en heeft een oppervlakte van circa 1146 km². Het is hiermee het grootste meer in Zuidoost-Azië. Het diepste punt van het Tobameer is 505 meter.

## Bezienswaardigheden
In het Tobameer ligt een schiereiland dat ongeveer 30.000 jaar geleden is ontstaan als gevolg van een vulkaanuitbarsting. Dit eiland, Samosir genaamd, meet ongeveer 46 km bij 21 km en is vooral bij rugzaktoeristen een populaire bestemming. Het wordt bewoond door de Toba Batak. Op het eiland zijn enkele dorpjes met Batak-huizen, zoals Ambarita, Tomok en Simanindo. In Huta Bolon worden door de bewoners dagelijks dansvoorstellingen gehouden.
Het Tobameer, en dan vooral de plaats Prapat is een populaire vakantiebestemming voor mensen uit Medan. De temperatuur (ongeveer 27 °C overdag en ongeveer 22 °C in de avond) is voor Indonesische begrippen laag, en is aangenaam koel vergeleken bij de tropische warmte van Medan met zo'n 31 °C.

## Afbeeldingen

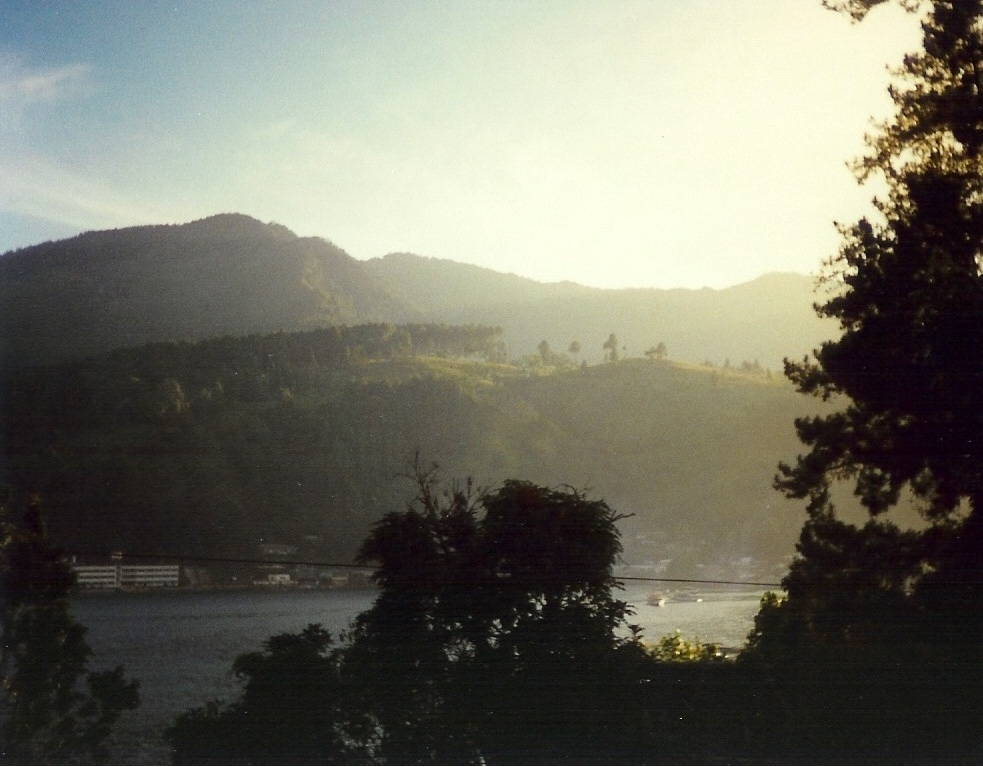
Prapat aan het Tobameer
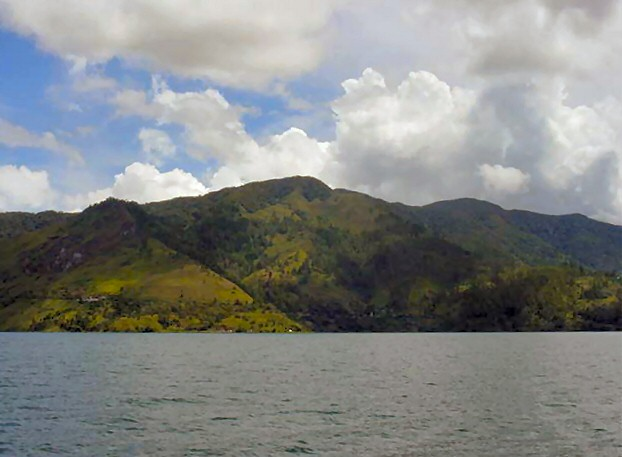
Uitzicht over het Tobameer
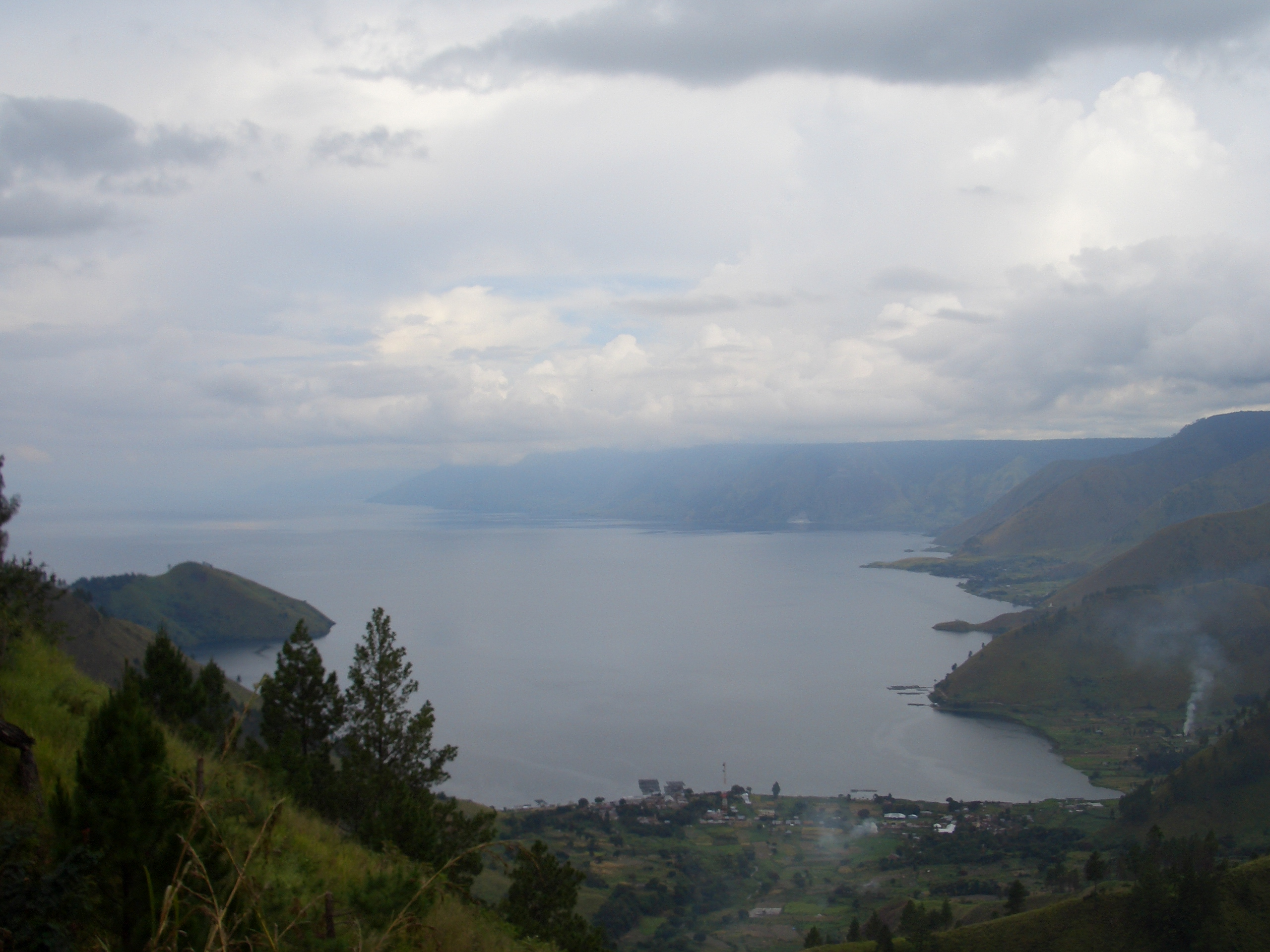
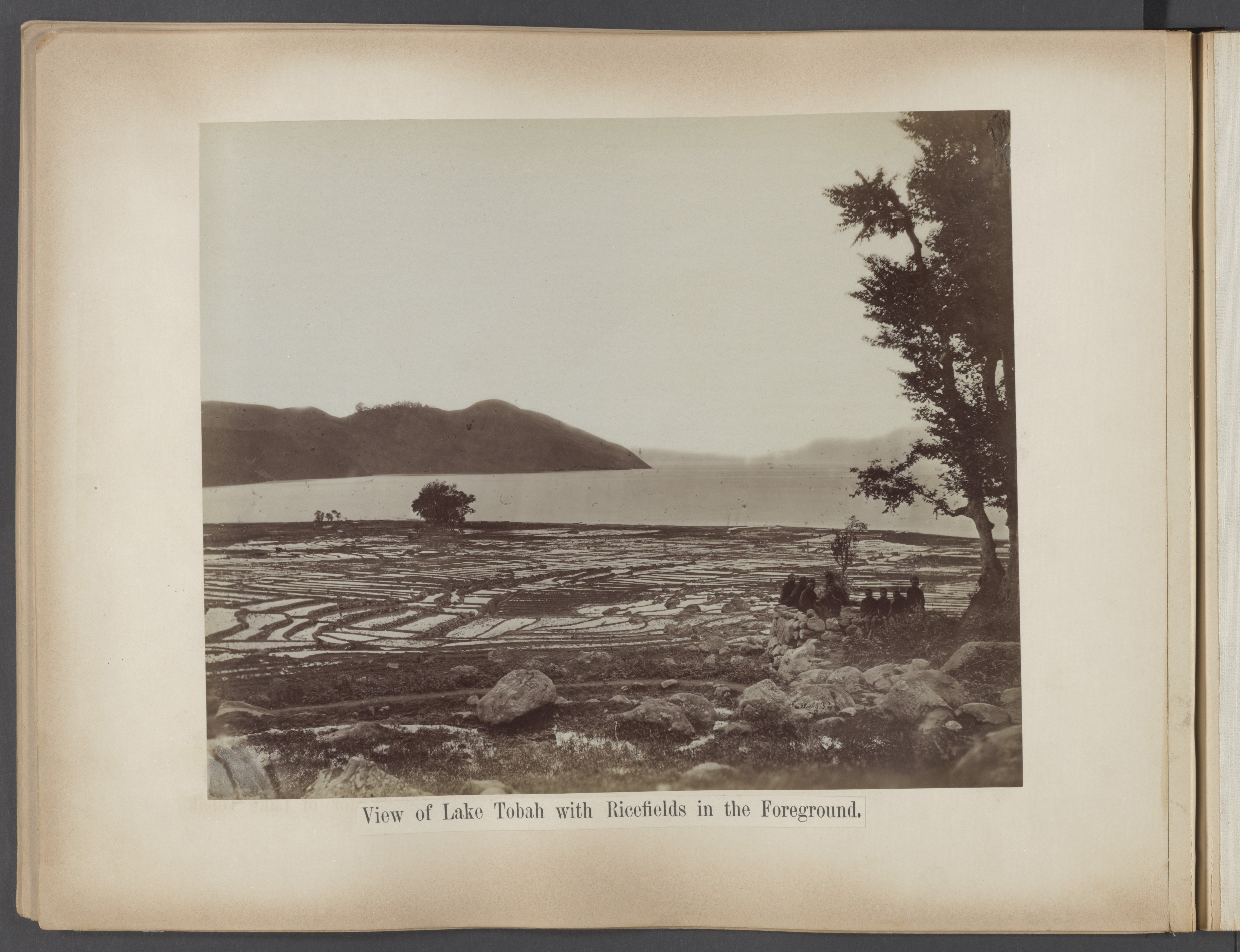
Zicht op het Tobameer in 1934

## Ongeval
In juni 2018 zonk op het Tobameer een veerboot in slecht weer. Er waren bijna 200 passagiers aan boord, terwijl de capaciteit op 43 personen was bepaald. Bij de ramp kwamen de meeste passagiers om het leven, het wrak werd gevonden op een diepte van 450 meter.